# Burg Steinegg (Neuhausen)
Die Burg Steinegg ist eine spätmittelalterliche Burg im gleichnamigen Steinegg, einem Ortsteil der Gemeinde Neuhausen im Enzkreis in Baden-Württemberg. Die Burg dient heute als Freizeitheim der evangelischen Kirchengemeinde in Pforzheim.

## Geschichte
Auf der terrassenförmigen Kuppe hinter der heutigen Burg Steinegg befand sich im hohen Mittelalter die Höhenburg Steinegg. Als ihr Erbauer gilt der 1150 erstmals erwähnte Adalbert von Steinegg, ein Ministeriale der Grafen von Calw. Die Höhenburg kam mit der zugehörigen Herrschaft 1324 an Wolf I. vom Stain. Infolge der Niederwerfung des Schleglerbundes kam es 1407 zum Verkauf der Herrschaft und der Burg an Diether V. von Gemmingen, der das Schleglerschloss bezog. Sein gleichnamiger Sohn Diether (1398–1478) errichtete unter der alten Höhenburg, von der heute nur noch Fundamente erhalten sind, eine neue Burg. Er rundete den Gemmingenschen Besitz im Biet mit den Dörfern Steinegg, Tiefenbronn, Mühlhausen, Hamberg, Schellbronn, Hohenwart, Lehningen und Neuhausen sowie Wald im Hagenschieß ab und die Burg wurde Verwaltungsmittelpunkt dieser Herrschaft, die Diether aus politischen Gründen bald dem badischen Markgrafen zu Lehen gab. Auf Diether folgte sein Sohn Otto von Gemmingen († 1517), der nur Töchter hinterließ. Diese haben den Besitz an Ottos Neffen Dietrich VIII. von Gemmingen († 1542) und Otto von Gemmingen (1475–1558) verkauft, die 1519 ihren Besitz teilten, wobei Steinegg an Dietrich VIII. kam. Zu jener Zeit wurde 1520 eine Schlosskapelle errichtet.
Die Familie der Herren von Gemmingen-Steinegg verzweigte sich noch im 16. Jahrhundert weiter, so dass man um 1540 auch in Tiefenbronn und Mühlhausen Herrensitze errichtete, während die Burg in Steinegg an Dietrichs VIII. Sohn Eitel Dietrich von Gemmingen (1513–1568) kam. Im späten 16. Jahrhundert wurde die Burg durch dessen Sohn Hans Pleikard von Gemmingen (1546–1603) im Stil der Renaissance ausgebaut. Durch die Aufteilung der Herrschaft kam es auch zu einer Aufwertung der Kirchgemeinden in den Gemmingenschen Dörfern, so dass mit dem Ausbau der Burg Steinegg auch ein Ausbau der Pfarrkirche von Neuhausen einherging, in deren Chor sich Burgherr Hans Pleickard um 1600 ein bedeutendes Grabdenkmal errichten ließ.
Auf den kinderlosen Hans Pleickard folgte als Schlossherr dessen entfernter Verwandter Karl Dietrich von Gemmingen (1583–1629) und dann dessen Sohn Eitel Dietrich von Gemmingen (1629–1689). Den Dreißigjährigen Krieg hat das Schloss wohl nicht zuletzt durch hohe Kontributionszahlungen der Schlossherrn ohne größere Schäden überdauert. Auch im Pfälzischen Erbfolgekrieg wusste Eitel Dietrichs Sohn Karl Dietrich von Gemmingen (1658–1699) durch die Zahlung von Sauvegarden zunächst Zerstörungen abzuwenden. Als er 1694 auf Reisen war, brannte das Schloss jedoch nieder und wurde im Laufe des Jahres 1695 wiederaufgebaut.

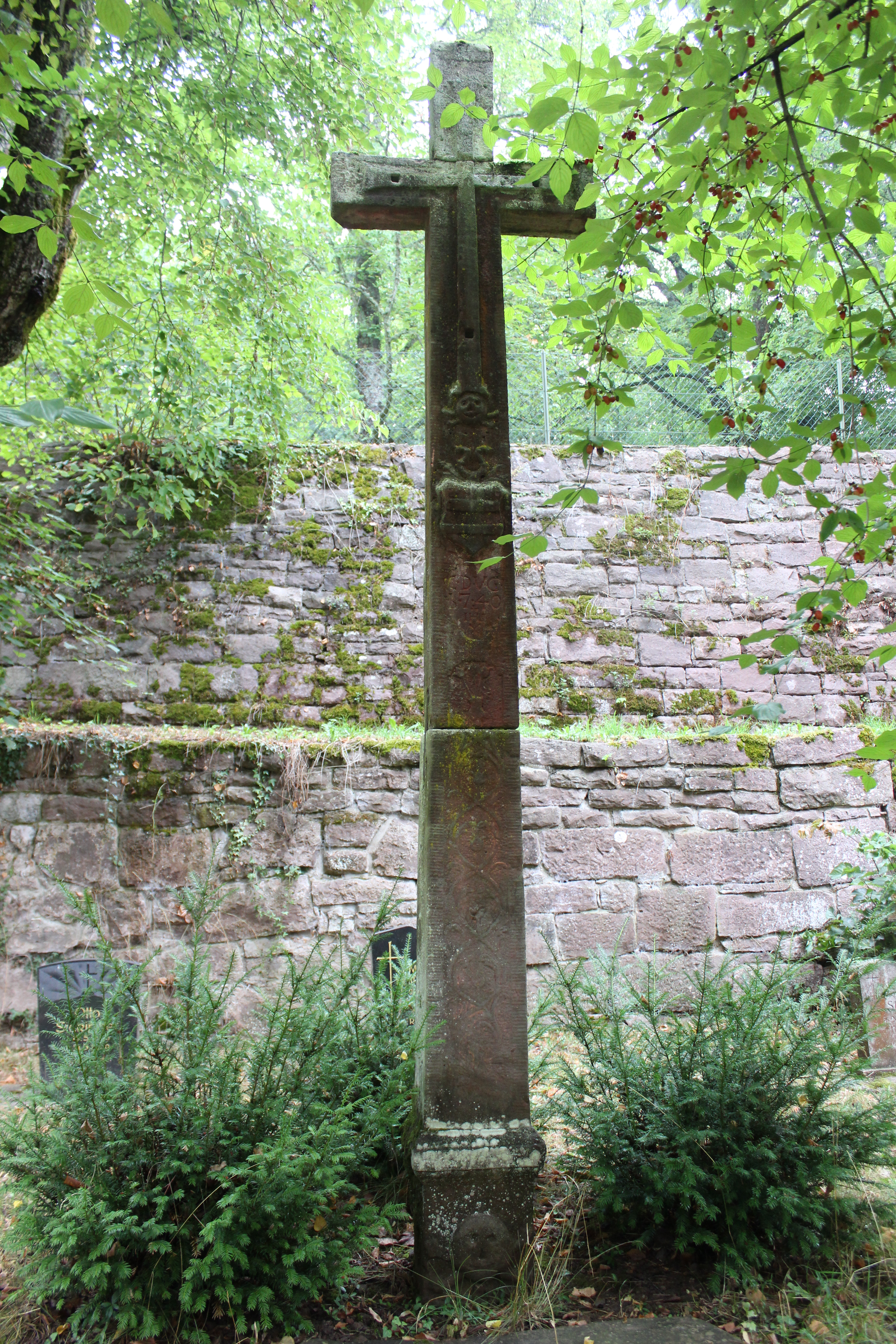
Kreuz auf dem Burgfriedhof: Initialen CDVG für Karl Dietrich (Anton) von Gemmingen mit der Jahreszahl 1740

Der Ausbau von Schlosskapelle und der nahe der Burg im Wald auf einem Felsen errichteten Waldkapelle Hamberg geht auf Karl Dietrichs Sohn Karl Dietrich Anton von Gemmingen (1694–1745) zurück. Nach dessen kinderlosen Tod folgte als Schlossherr Johann Dietrich von Gemmingen (1716–1778). Dieser holte den entfernt verwandten Maria Joseph Heinrich Dionysius von Gemmingen (1714–1796) zu sich nach Steinegg. Dionys’ Vermögen war von einem Vormund veruntreut worden, später war Dionys wegen einer Tätlichkeit in Pforzheim in Arrest und versuchte sich danach wohl erfolglos auf dem Neuhausener Pfarrgut seinen Lebensunterhalt zu erwirtschaften. Dionys wurde bis zu seinem Tod 1796 auf Steinegg versorgt und seine Nachkommen kamen später in den Besitz der Burg, nachdem Johann Dietrichs Sohn Franz 1797 aufgrund eines unglücklichen Sturzes ohne männliche Nachkommen starb. Der letzte Bewohner der Burg war Dionys’ Enkel Julius von Gemmingen-Steinegg (1774–1842), der Franz’ Tochter Anna Maria heiratete und im Gefolge Alois Henhöfers 1823 vom Katholizismus zur evangelischen Kirche übertrat. Er übergab 1835 den Besitz in Steinegg an seine Söhne Eduard und Gustav und verzog nach Stuttgart. Die Söhne verkauften die Burg 1839 an den Staat Baden. Der Staat beabsichtigte die Einrichtung einer Brauerei oder Spinnerei in der Anlage. Dies missfiel jedoch Eduard von Gemmingen-Steinegg sehr, dass er die Burg 1840 zurück erwarb. Auf seine Anordnung hin wurden darauf die Dächer der Burg abgedeckt, woraufhin die Anlage zur Ruine verkam.
Ab 1928 setzte sich Freiin St. Clair von Gemmingen-Steinegg, eine Urenkelin Julius von Gemmingens, für die Erhaltung der Ruine und bald auch für den Wiederaufbau der Gebäude ein. Nach ihrem Tod 1951 führte Irmgard von Bistram, eine weitere Nachfahrin Julius von Gemmingens, den Wiederaufbau fort. Über einen Erbbauvertrag kam 1958 die evangelische Kirchengemeinde Pforzheim in den Besitz der Anlage. Aus eigenen Mitteln, mit Landeszuschüssen und mit Spenden aus der Familie von Gemmingen konnte die Burg schließlich weitgehend wiederaufgebaut und zum Freizeitheim umgenutzt werden.

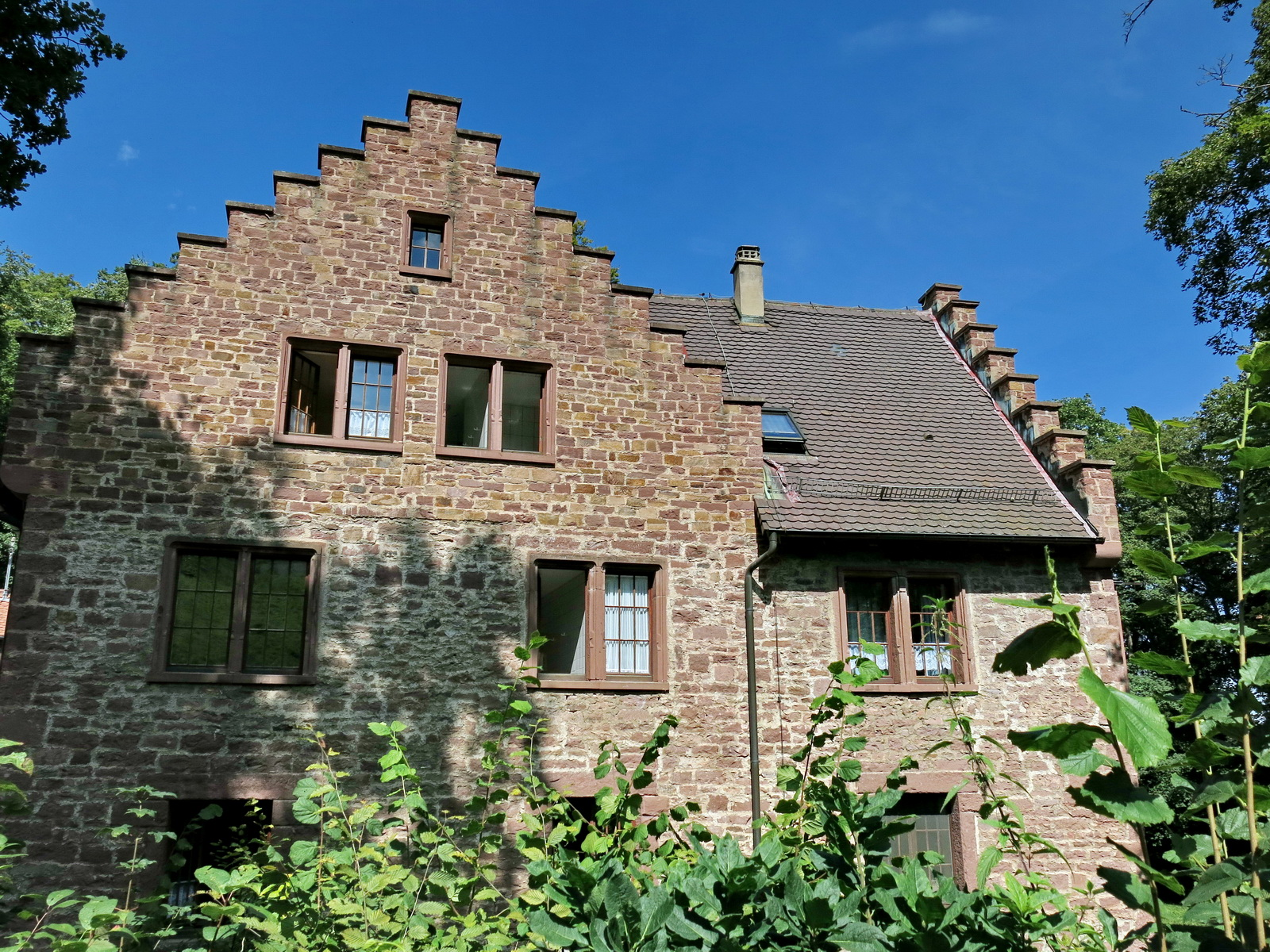
Südansicht
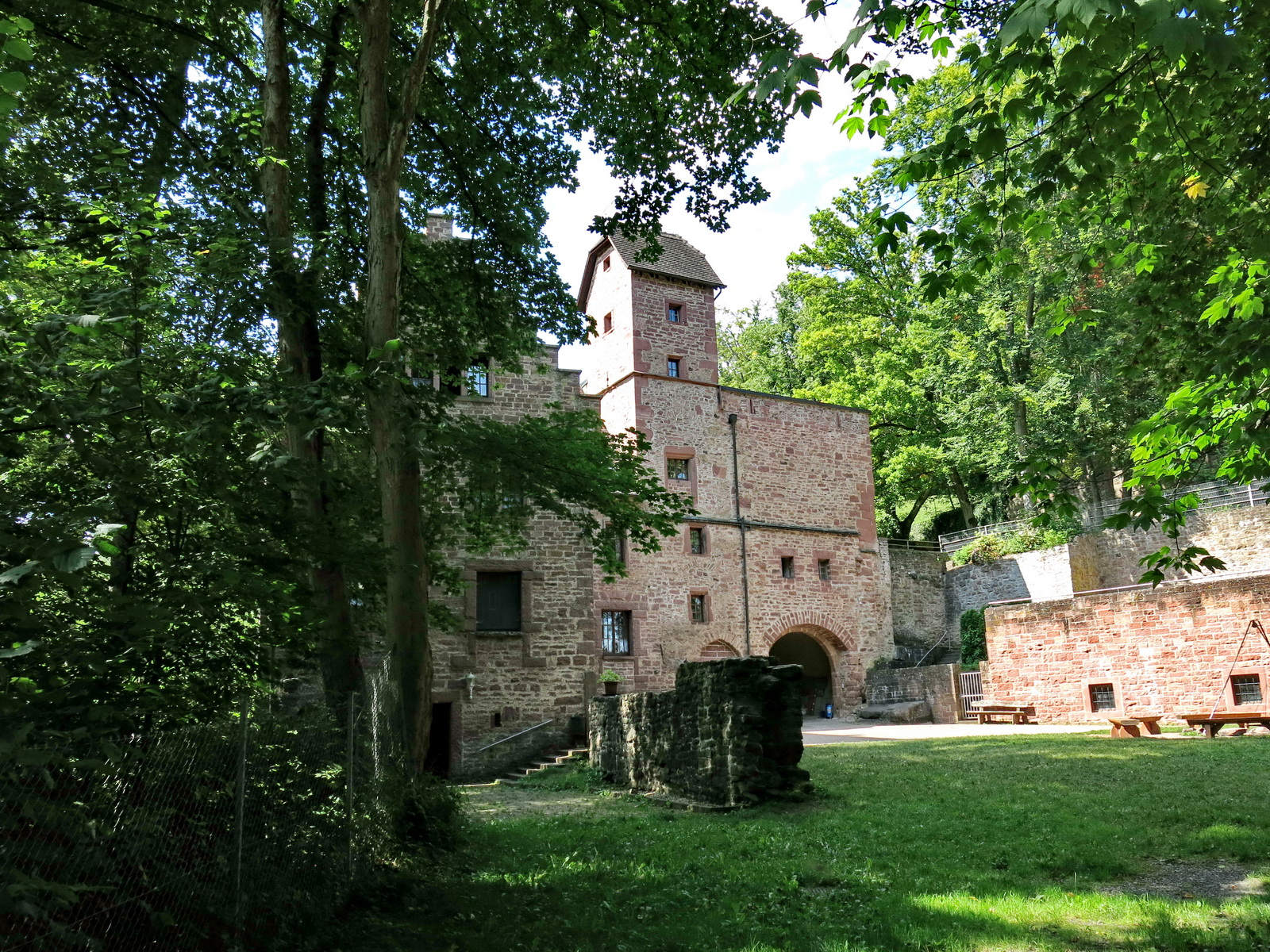
Innenhof
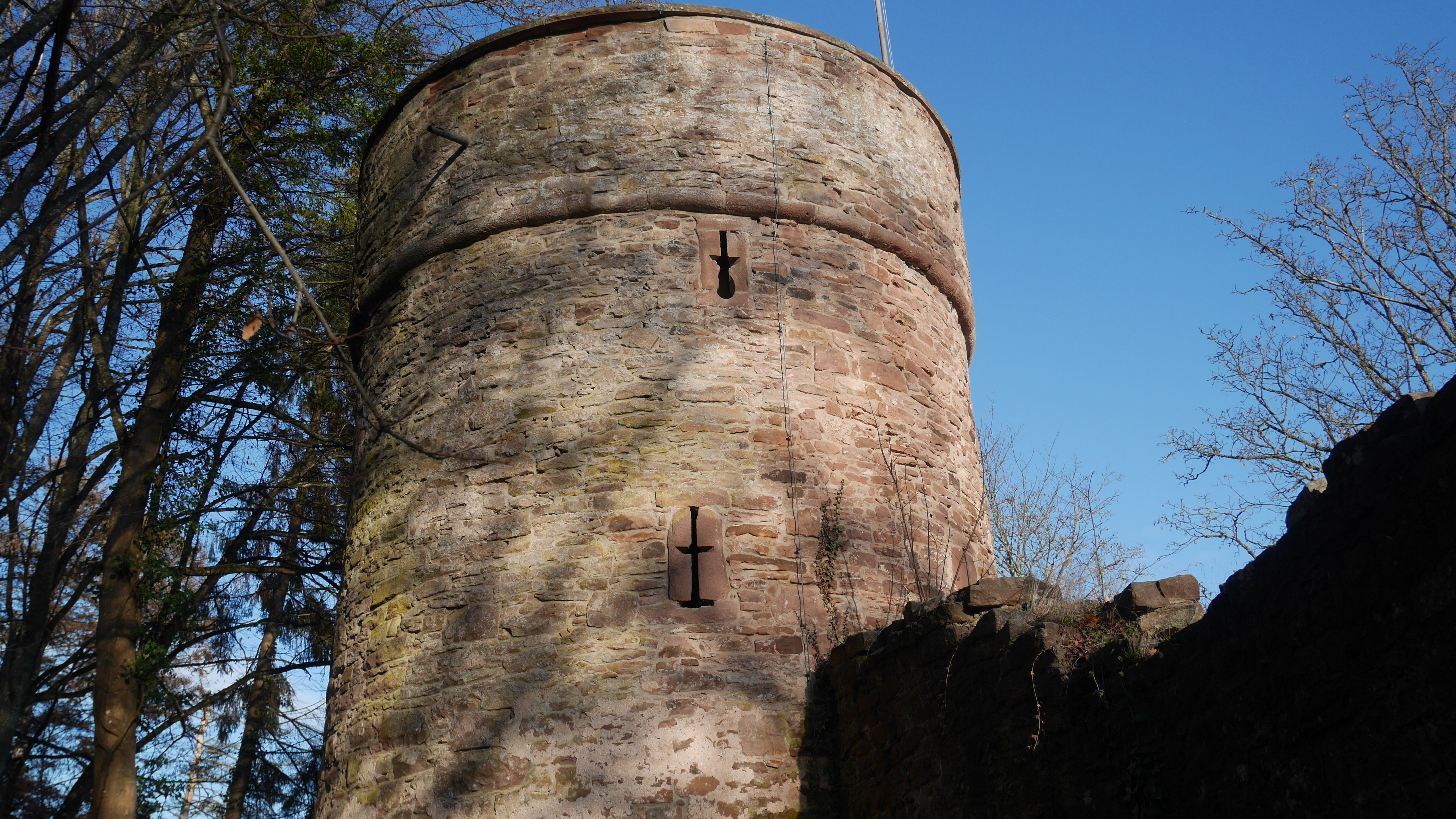
Turm Oberburg
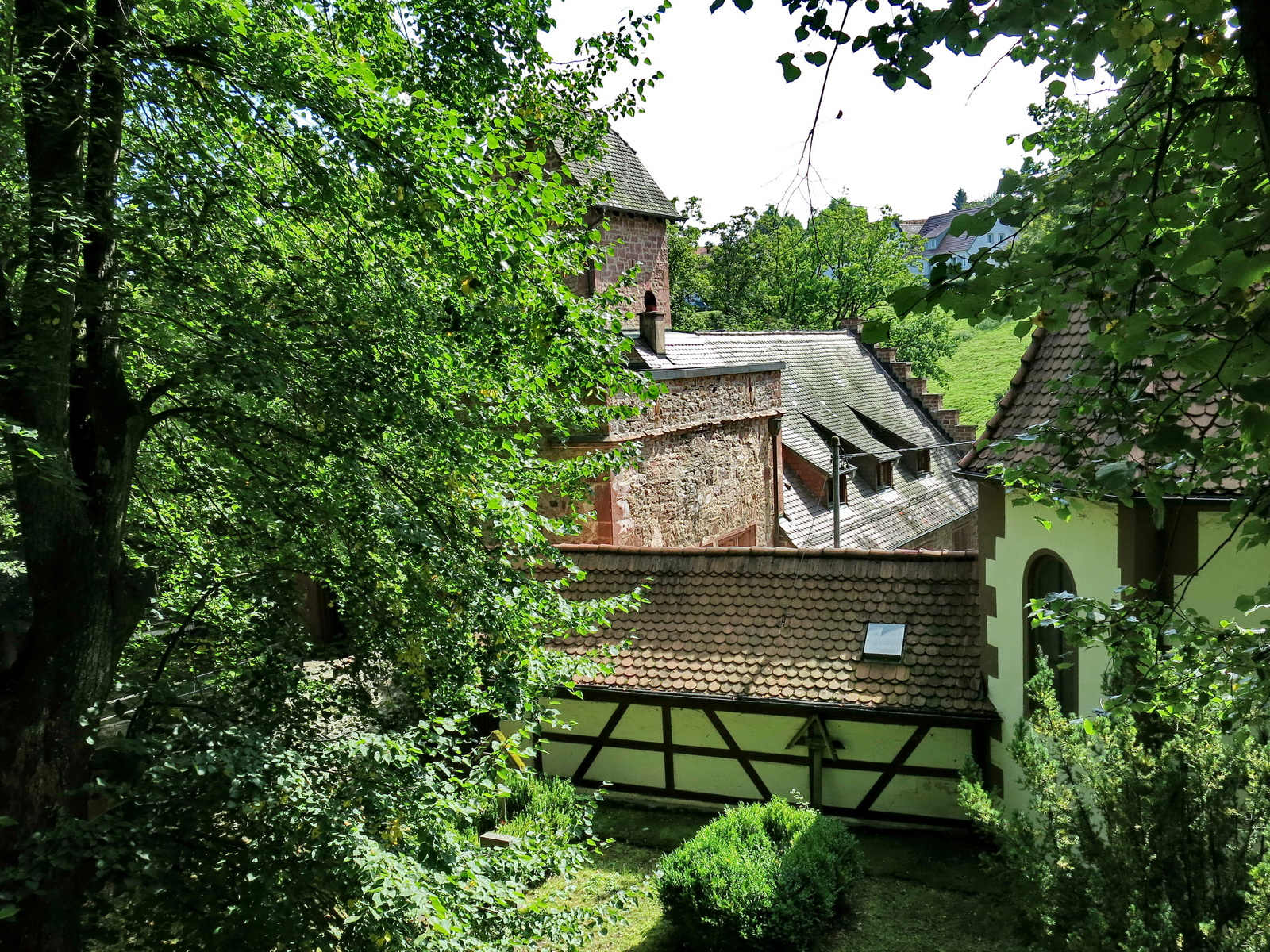
Übergang von Burg zu Kapelle

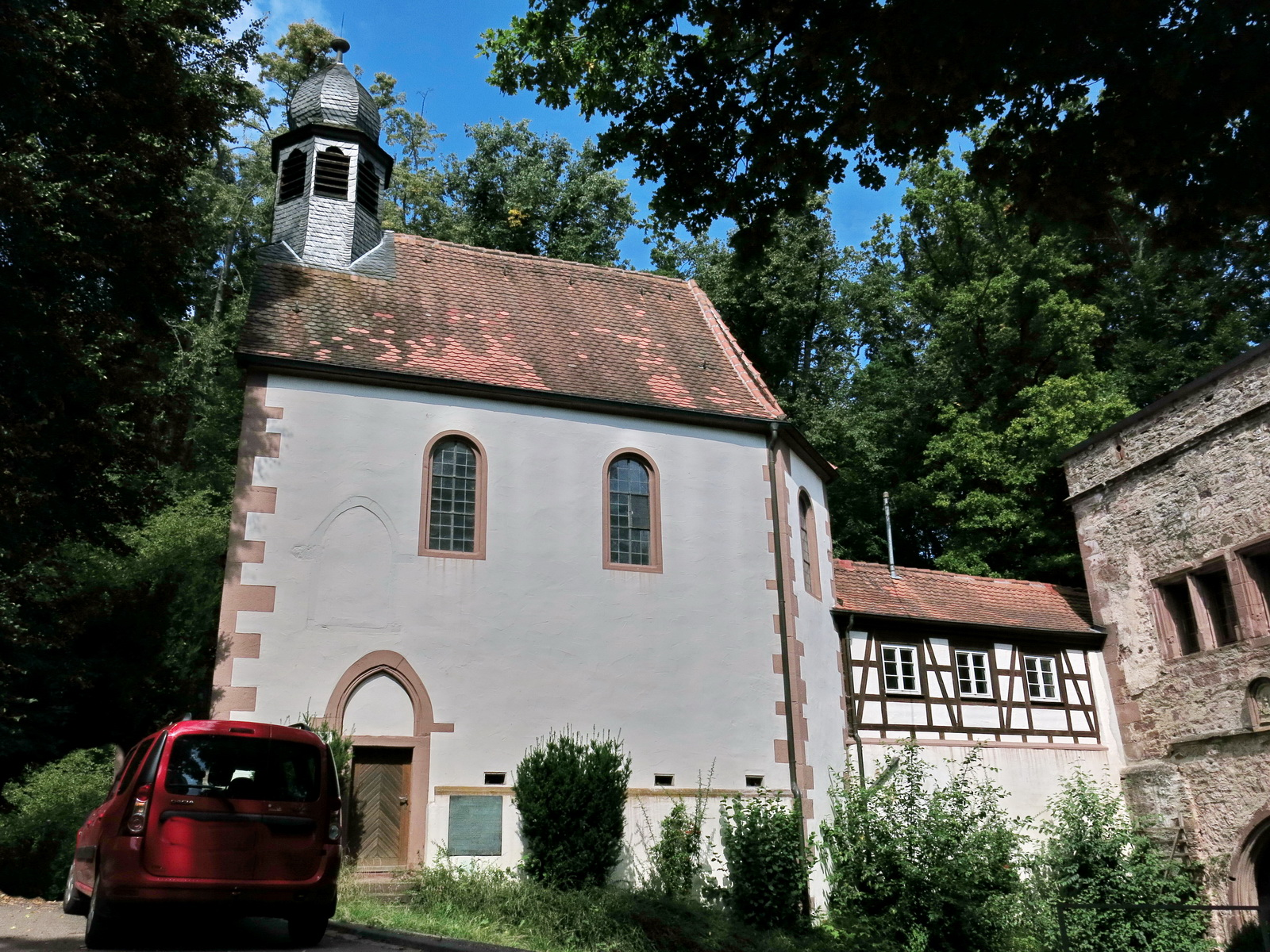
Burgkapelle von Süden
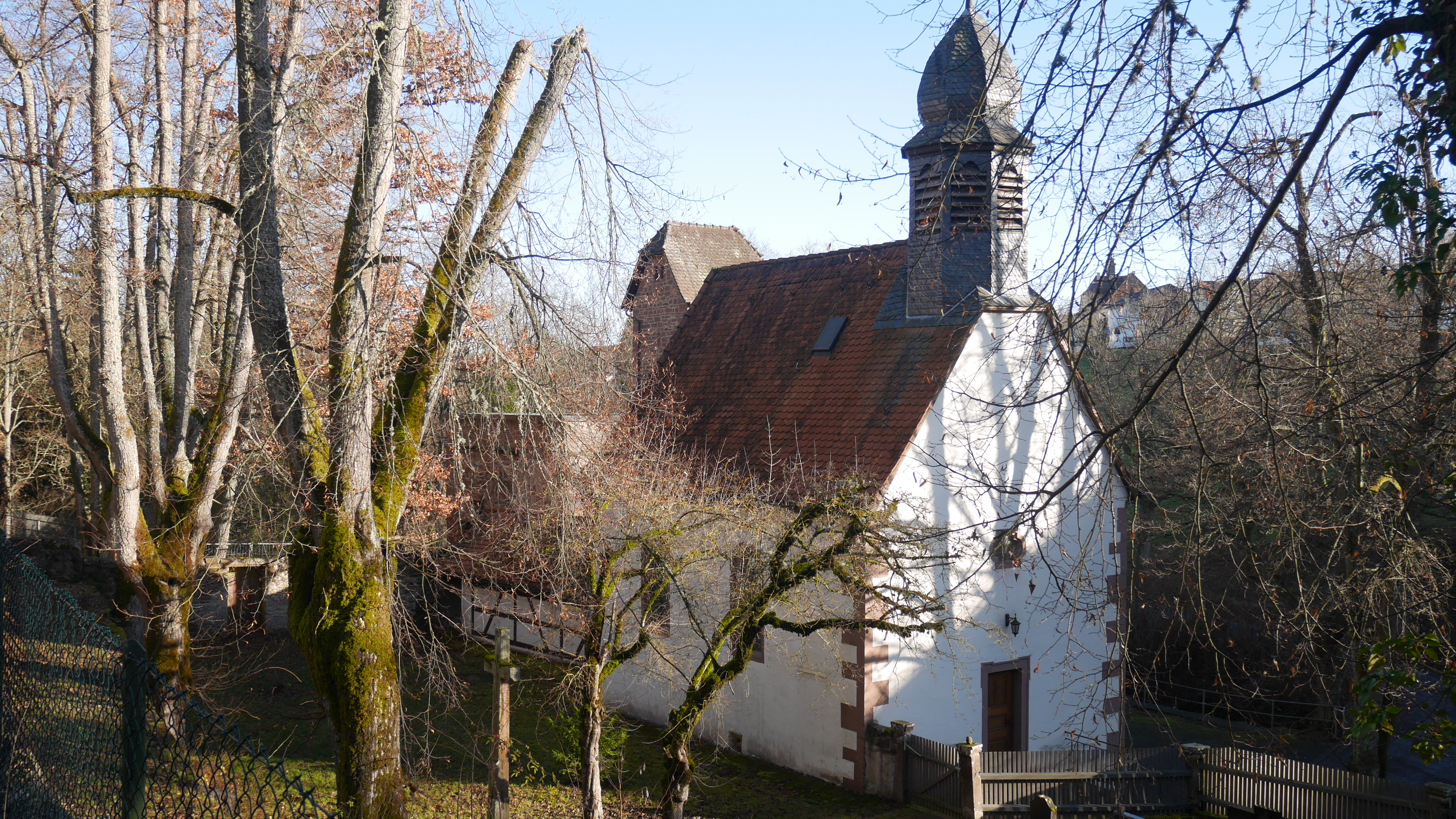
Burgkapelle von Nordwesten
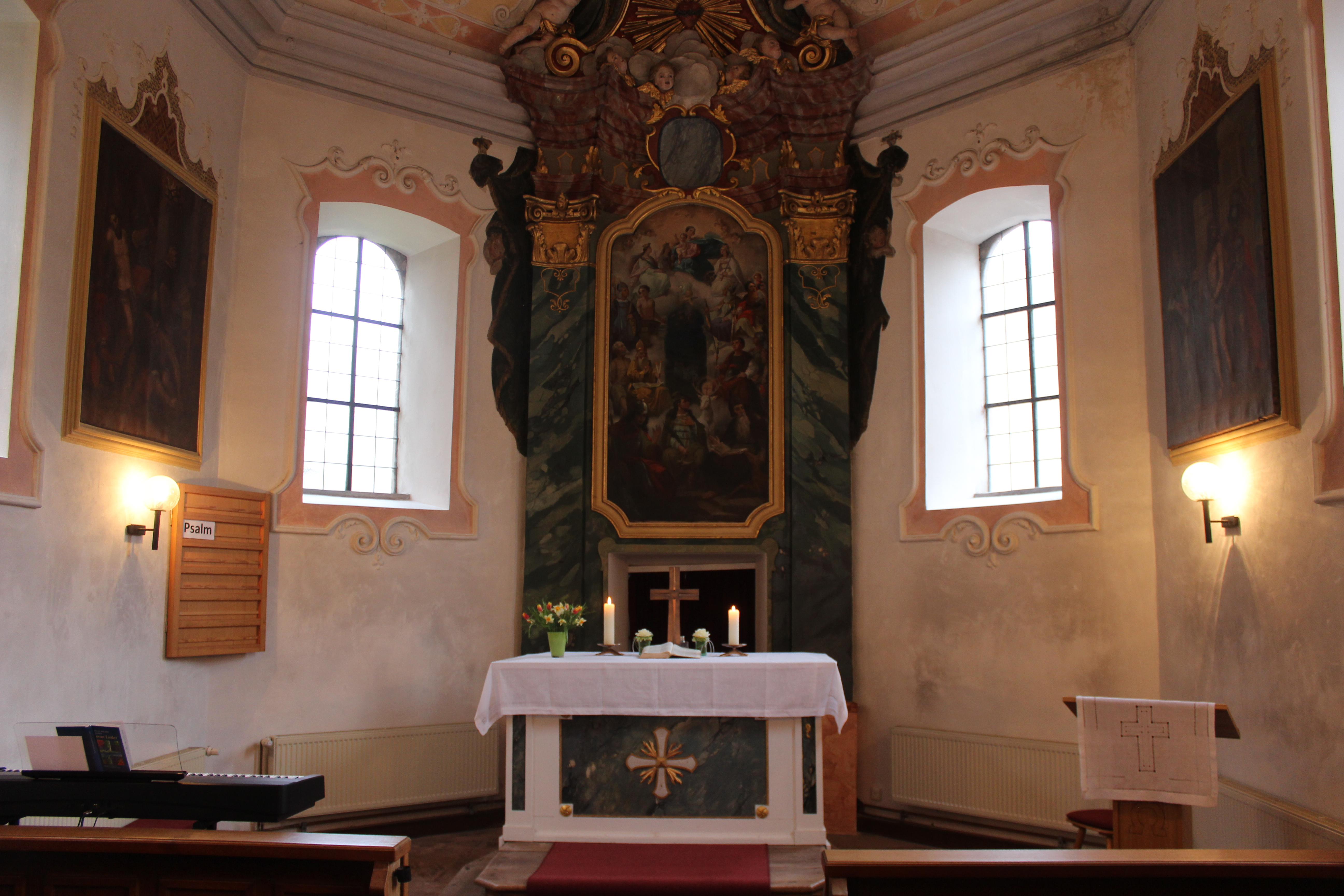
Altar der Burgkapelle
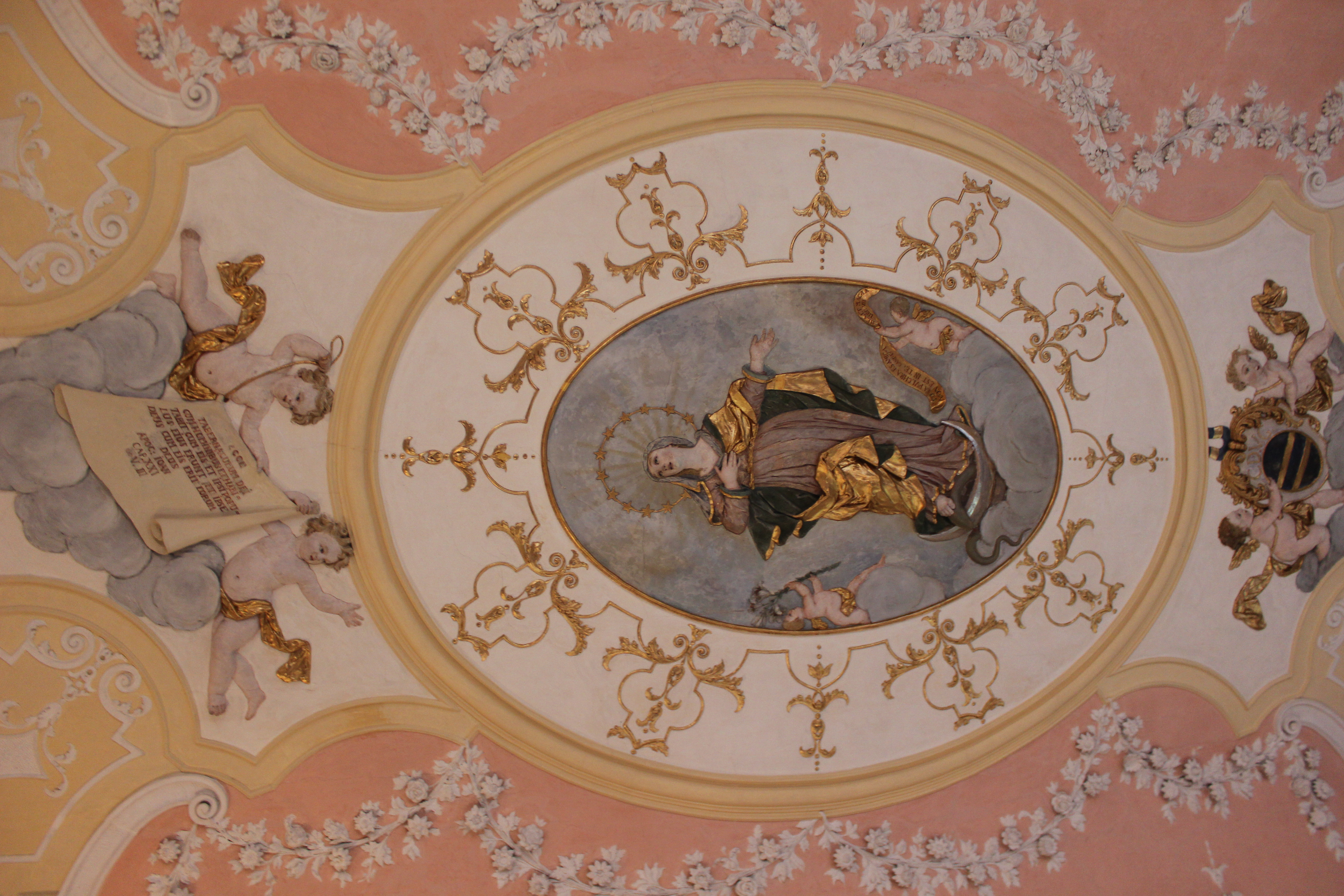
Decke der Burgkapelle
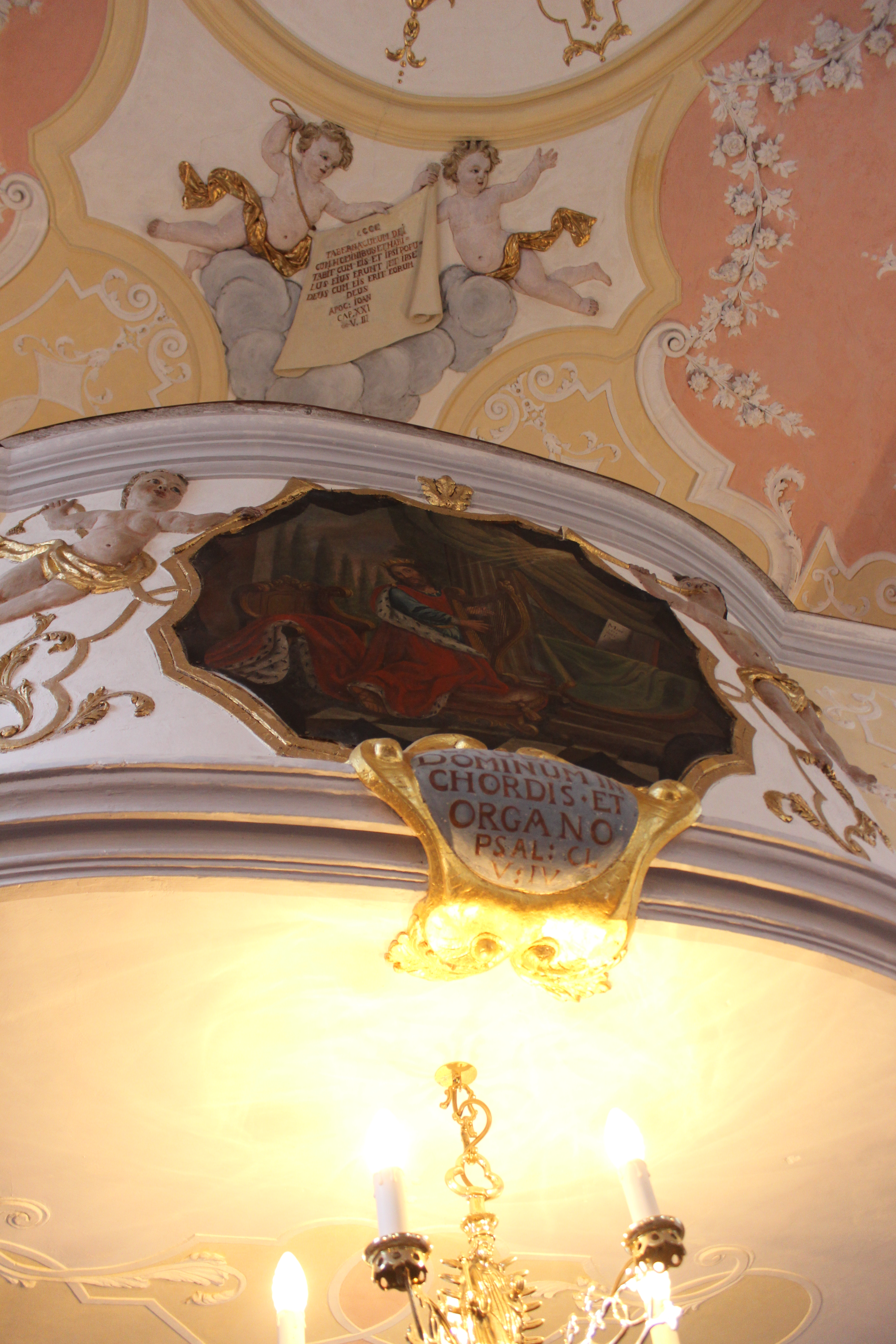
Empore der Burgkapelle